# Allanite
L'allanite est une famille de minéraux du groupe des silicates, sous-groupe des sorosilicates. Elle forme l'une des trois familles du groupe structural des épidotes avec la famille de la clinozoïsite et celle de la dollaseite.
La famille des allanites regroupe 17 minéraux reconnus par l'Association internationale de minéralogie. Elle est caractérisée par la présence systématique de terres rares, et plus particulièrement le lanthane, le cérium, le néodyme et l'yttrium.

## Inventeur
Le groupe des allanites fut premièrement décrit dans les années 1810 par Thomas Thomson en référence à la première description du premier membre du groupe décrit pour la première fois par Thomas Allan (1777, Edinburgh, Scotland - 1833, Morpeth, Northumberland, England)

## Géologie
Les allanites se forment en petite quantité dans roches plutoniques acides comme les granites, les syénites ou les pegmatites ou parfois dans des roches métamorphiques. Elles se présentent sous forme d'agrégats massifs, grenus, compacts, lamellaires ou en grains, ainsi qu'en cristaux tabulaires, prismatiques et aciculaires fragiles.

## Galerie

Photos d'espèces d'allanites
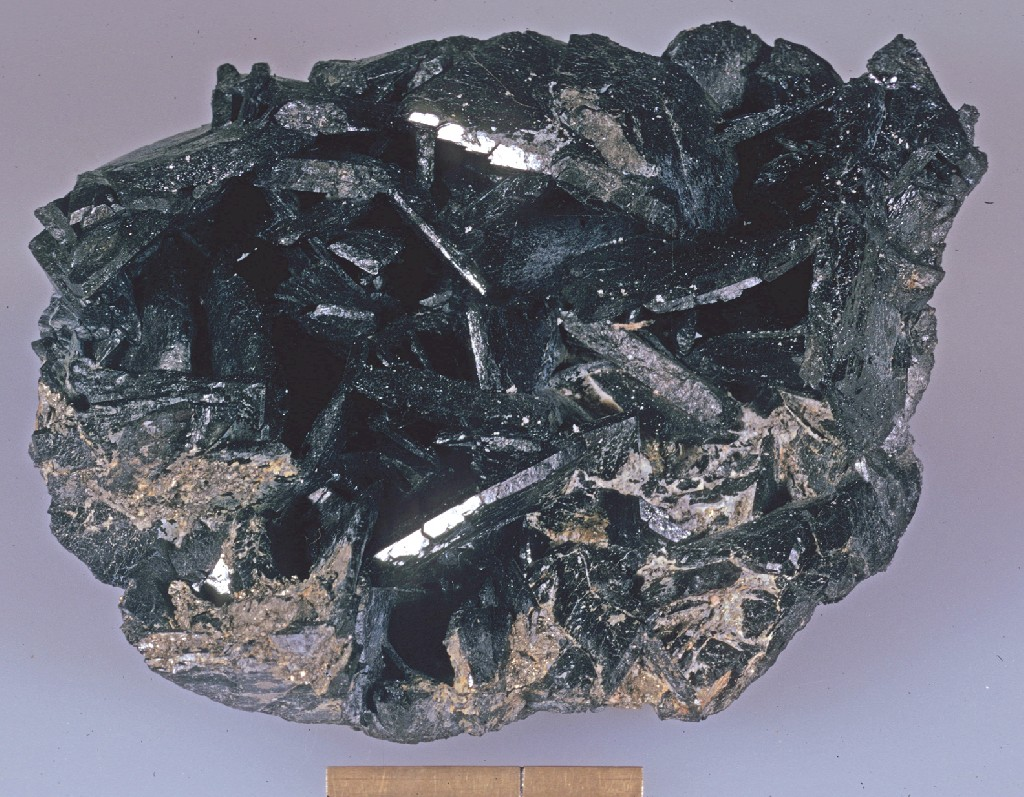
Allanite-(Ce) - Mary Kathleen Mine, Mount Isa, Queensland, Australia
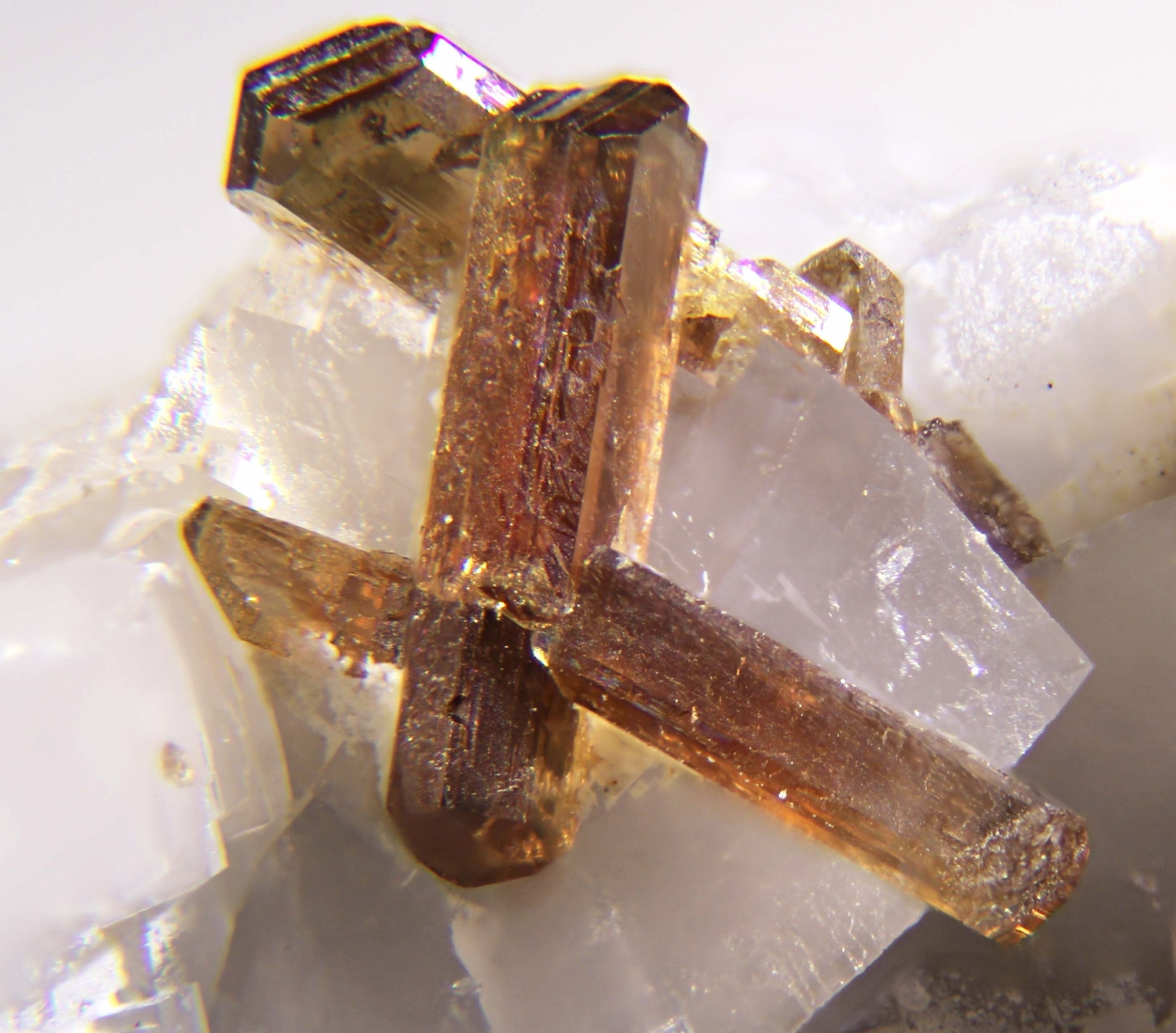
Cristaux exceptionnels de dissakisite-(Ce) de Trimouns, Ariège, France.
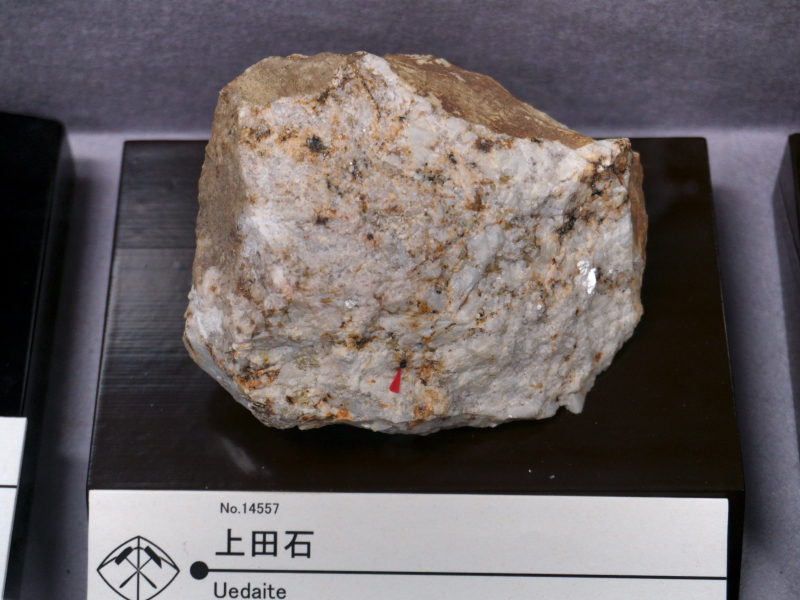
Uedaite exposé au musée minier de l'université d'Akita